# Ale kommun
Ale kommune ligger i det svenske fylket Västra Götalands län i landskapet Västergötland. Kommunens administrationscenter ligger i Nödinge-Nol. Kommunen grænser til Göteborgs kommun, og indgår i Storgöteborg, og har derudover grænse til Lerums kommun, Alingsås kommun, Trollhättans kommun, Lilla Edets kommun og Kungälvs kommun.

## Byer
Ale kommune har fem byer og landsbyer
I tabellen er antallet af indbyggere per 31. december 2005.
| #  | By          | Indbyggere |
| -- | ----------- | ---------- |
| 1. | Nödinge-Nol | 9 077      |
| 2. | Surte       | 5 740      |
| 3. | Älvängen    | 3 986      |
| 4. | Skepplanda  | 1 869      |
| 5. | Alvhem      | 232        |

## Personer fra Ale
- Malin Lindroth (1965-), forfatter, dramatiker[1][2]